# Stružnice
Stružnice település Csehországban, Česká Lípa-i járásban. Stružnice Kozly, Kvítkov, Žandov, Stvolínky, Volfartice, Horní Libchava, Horní Police és Česká Lípa településekkel határos. Lakosainak száma 1008 fő (2024. január 1.).

## Népesség
A település lakosságának változását az alábbi diagram mutatja:
| Lakosok száma | 1868 | 1787 | 1744 | 1018 | 861  | 839  | 994  | 994  | 981  | 1008 |
|               | 1869 | 1890 | 1921 | 1950 | 1980 | 2001 | 2017 | 2019 | 2022 | 2024 |